# Galicea
Galicea là một xã thuộc hạt Vâlcea, România. Dân số thời điểm năm 2002 là 4127 người.